# Björn Nordstrand
Björn Göte Nordstrand, född 2 december 1942 i Halmstad, är en svensk företagsledare.
Han var VD för TV4 mellan 1992 och 1994. Han äger Hotell Tylösand utanför Halmstad tillsammans med Per Gessle. Nordstrand var även i slutet av 1990-talet och början av 2000-talet storägare och styrelseordförande i Icon Medialab.